# Liste der Baudenkmale in Zierzow
In der Liste der Baudenkmale in Zierzow sind alle Baudenkmale der Gemeinde Zierzow (Landkreis Ludwigslust-Parchim) aufgelistet (Stand: August 2020).

## Zierzow
| ID | Lage                           | Bezeichnung                                                                      | Beschreibung | Bild                                  |
| -- | ------------------------------ | -------------------------------------------------------------------------------- | --- | ------------------------------------- |
|    | Friedhof (Karte)               | Leichenhalle, 2 Soldatengräber und Grabstein Anfang 19. Jh. (Carl Friedrich ...) | |                                       |
|    | Fritz-Reuter-Straße 3 (Karte)  | Häuslerei                                                                        | |                                       |
|    | Fritz-Reuter-Straße 33 (Karte) | Wohnhaus                                                                         | |                                       |
|    | (Karte)                        | Kirche mit freistehendem Glockenstuhl                                            | Einfacher Fachwerkbau von 1572 mit verbrettertem Giebel und freistehendem Glockenstuhl; qualitätvoller Schnitzaltar vom Anfang des 16. Jahrhunderts. | Kirche mit freistehendem Glockenstuhl |
|    |                                | Gefallenendenkmal 1914/18                                                        | |                                       |

## Ehemalige Denkmale
| ID | Lage                     | Bezeichnung | Beschreibung                                            | Bild     |
| -- | ------------------------ | ----------- | ------------------------------------------------------- | -------- |
|    | An der Tarnitz 1 (Karte) | Häuslerei   | Das Haus befindet sich in der Nähe des Flusses Tarnitz. |          |
|    | (Karte)                  | Wohnhaus    |                                                         | Wohnhaus |